# Charles Jones (cestista 1962)
Charles Alexander Jones (Scooba, 12 gennaio 1962) è un ex cestista statunitense, professionista nella NBA e in Italia.

## Carriera
È stato selezionato dai Phoenix Suns al secondo giro del Draft NBA 1984 (36ª scelta assoluta).